# Seznam slovenskih ekonomistov
Seznam slovenskih ekonomistov.

## A
- Aleš Ahčan
- Jana Ahčin
- (Roman Albreht)
- Darija Aleksić
- Marija Ambrožič
- Danijel Andolšek
- Jure Apih
- Franc Arh
- (France Arhar)
- Aleksander Aristovnik
- Janez Artenjak
- Jože Avšič
- Miha Ažman

## B
- Aldo Babič
- Staša Baloh-Plahutnik
- Bernard Brščič
- Jurij Bajec (Srbija)
- Aleksander Bajt
- Andrej Bajuk
- Ivo Banič
- Andrej Baričič
- Majda Bastič
- Maks Bastl
- Vladimir Baša
- Mojca Bavdaž?
- Cene Bavec?
- Slavka Becele Ranković (Srbija)
- Hermina Bedjanič (r. Goll)
- Maja Bednaš
- Jani Bekő
- Janko Belak
- Jernej Belak
- Lojze Berce
- Živko Bergant
- Mateja Berginc
- Aleš Berk Skok
- Gregor Berkopec
- Barbara Bernik
- Andrej Bertoncelj
- Mara Bešter
- Milena Bevc
- Aleksander Bilimovič
- Franc Bizjak
- Marijan Blejec
- Dušan Bobek
- Samo Bobek
- Vito Bobek
- (Ludvik Bogataj)
- (Marija Bogataj)
- Andrej Bohinc
- (Rado Bohinc)
- Franc Bohinc
- Andreja Böhm
- Darko Bohnec
- Štefan Bojnec
- Anton (Tone) Bole
- Velimir Bole
- Jože Boncelj
- Neven Borak
- Darja Boršič
- Klemen Boštjančič
- Simona Bovha
- Anton Božič?
- Katerina Božič
- Tilen Božič
- Barbara Bradač Hojnik
- Milan Bratec?
- Borut Bratina
- Tina Bratkovič Kregar
- Lea Bregar
- Milko Brezigar
- Arjana Brezigar Masten
- Andrej Briški
- Boštjan Brumen
- Borut Brus
- Branko Bučar?
- Maja Bučar (r. Košak)
- Janez Bukovec
- Sonja Bukovec
- Štefan Bukovec
- Violeta Bulc
- Mirko Bunc
- Anže Burger
- Alojz Burja
- Boris Butina

## C
- Aleš Cantarutti?
- Gonzalo Caprirolo
- Jaka Cepec
- Aleš I. Cepič
- Irena Cepič
- Damir Cibic
- Andreja Cirman
- Boris Cizelj?
- Jože Colarič
- Franjo Cotič
- Rudi Crnković
- Barbara Culiberg
- Dušan Cvetko
- Milan Martin Cvikl
- Davorin Cvilak

## Č
- Matjaž Čačovič
- Simon Čadež
- Janko Čakš
- Vesna Čančer
- Barbara Čater
- Tomaž Čater
- Dušan Čehovin
- Žiga Čepar
- Bogdan Čepič
- France Černe
- Matej Černe
- Vladimir Černe
- Dragan Černetič
- Bojan Černjavič
- Ana Čertanec
- Jože Andrej Čibej
- Zdenko Čibej
- Mitja Čok
- Vojko Čok
- Jernej Čopič
- Matjaž Črnigoj
- Rafael Črv
- Stanislav Čuber?
- Uroš Čufer
- Gregor Čušin (1914)

## D
- Silvo Dajčman
- Jadranka Dakić
- Talib Damij?
- Jože P. Damijan
- Sandra Damijan
- Janez Damjan
- (Ivo Daneu)
- Stanko Debeljak
- Frančiška Gabrijela Dedek
- Friderik Degen
- Matjaž Denac
- Gabrijel Devetak
- Srečko Devjak ml.
- Alojz Deželak
- Bogomir Deželak
- Silva Deželan
- Vlado Dimovski
- Savo Dinjaški
- Zvonimir Dintinjana
- Tanja Dmitrović
- Edvin Dobeic
- Veronika Dolar (ZDA)
- Gregor Dolenc
- Jože Dolenc?
- Marjan Dolenc
- Primož Dolenc
- Andrej (Franc) Dolinšek
- Drago Dolinšek?
- Lavoslav Dolinšek
- Nives Dolšak
- Polona Domadenik Muren
- Miha Dominko
- Petra Došenović Bonča
- Darja Dovjak
- Zvone Dragan
- Ciril Dragonja
- Metod Dragonja
- (Josip Draksler - Povh)
- Andrej Drapal?
- Matej Drašček
- Franček Drenovec
- Lovro Dretnik
- Slavko Drlje
- Janez Drnovšek
- Mateja Drnovšek
- Robert Drobnič
- Valter Drozg
- Drago Dubrovski
- Mojca Duh
- Metod Dular
- Ostoj Durjava

## E
- Emil Erjavec
- Jure Erjavec
- Evgen Eržen
- Tina Eržen
- Silva Exel-Škerlak

## F
- Ivo Fabinc
- Zarjan Fabjančič
- Metka Farič
- Igor Feketija
- Aljoša Feldin
- Liljana Ferbar Tratar
- Bogomil Ferfila
- Drago Ferfolja
- Aljaž Ferk
- Barbara Ferk
- Hans Ferk
- Mejra Festić
- Drago Filipič
- Tatjana Fink
- Janvid Flere
- Jože Florjančič
- Helena Fortič
- Matevž Frangež
- Vladimir Frankovič
- Stane Frim
- Rikard Fuchs

## G
- Lev Geržinič (1916—2012),Janez Gabrijelčič
- Dušan Gačnik
- Laris Gaiser
- Marjan Dragotin Gaspari?
- Mitja Gaspari
- Ivan Geršak (1838-1911)
- Lev Geržinič (1916-2012)
- Miroslav Glas
- Peter Glavič
- Slavko Gliha
- Tatjana Globokar Kristan
- Jože Glogovšek
- Pavle Gmeiner
- Viljenka Godina
- Bruno Gombač
- Mojca Gornjak
- Andrej Gosar
- Hermina Govekar Vičič
- (Janez Grad)
- Ivo Gregorc
- Monika Gregorčič
- Aleksandra Gregorič
- Danilo C. Gregorič
- Aleš Groznik
- Peter Groznik
- Jože Gričar
- Jan Grobovšek
- Andraž Grum
- Irma Gubanec
- Dragotin Gustinčič

## H
- (Herta Haas)
- Valentin Hajdinjak
- Anton Hauc
- Lidija Hauptman
- Peter Hawlina
- Marko Hočevar
- Toussaint Hočevar
- Marjeta Horjak
- Andrej Horvat
- Franc (Feri) Horvat?
- Liljana Horvat
- Tone (Anton) Hrastelj
- Karmen Hren
- Blaž Hribar
- Samo Hribar
- Nevenka Hrovatin(-Vodopivec)
- Jože Hujs
- Margit Hujs
- (Dušan Hvalica)

## I
- Aleksander Igličar
- Branko Ilič (1969-2023)
- Matjaž Iršič
- Rado Iršič
- Tanja Istenič
- Bojan Ivanc
- (Šime Ivanjko)
- Štefan Ivanko
- Mirjana Ivanuša Bezjak
- Zvonko Ivanušič

## J
- Gregor Jagodič
- Timotej Jagrič
- Vita Jagrič
- Andreja Jaklič
- (Jurij Jaklič)
- Marko Jaklič (1962)
- Mirko Jamar
- Mirko Jamnik
- Tomaž Jamnik?
- Juro Jan
- Marija Janc
- France Jančar
- Božo Jašovič
- Boštjan Jazbec
- Marko Jazbec
- Saša Jazbec
- Risto Jelačin
- (Barbara Jelčić)
- Milan Jelenc
- Dejan Jelovac
- Zlatko Jenko
- Jožef Jeraj
- Mitja Jeraj
- Andreja Jerina
- Silvin Jerman (1924-2018)
- Leon Jerovec
- Miha Ješe
- Peter Ješovnik
- Janez Jug
- Ilja Jurančič
- Tonka Jurejevčič
- Milan Jurše
- Gorazd Justinek

## K
- Štefan Kadoič
- Alenka Kajzer
- Štefan Kajzer
- Odo Kalan
- Zdravko Kaltnekar
- Helena Kamnar
- Vida Kampuš Trop
- Marjan Kandus
- (Edvard Kardelj)
- Jernej Kastelic - Jerry
- Robert Kaše
- Blaž Kavčič
- Klemen Kavčič
- Slavka Kavčič
- Ferdinand Kenda
- Vladimir Kenda
- Lojze Kersnič
- Nuša Kerševan
- Miro Kert
- Dragan Kesič
- Aleksandar Kešeljević
- Lojze Kiauta
- (Boris Kidrič)
- Dušan Kidrič
- Neda Kladnik
- Rado Klančar?
- Edo Klanšek
- Marijan Klemenc
- Vlado Klemenčič
- Tone Klemenčič
- Peter Klopčič
- Maja Klun
- Aljaž Kmecl
- Ula Kmecl
- Zdenko Knez
- Jožica Knez Riedl
- Ljubica Knežević Cvelbar
- Ljubomir Knop
- Svetko Kobal
- Branko Kocbek
- (Marijan Kocbek)
- Andrej Kocič
- Andreja Kodrin
- Lidija Kodrin
- Robert Kokalj
- Majda Kokotec Novak
- Iztok Kolar
- Tomaž Kolar
- Franc Koletnik
- Matjaž Koman
- Darko Končan
- Maja Konečnik Ruzzier
- Boris Konte
- Vojan Konvalinka
- Janez Kopač
- Romana Korez Vide
- Bojana Korošec
- (Štefan Korošec)
- Branko Korže
- Uroš Korže
- Alojz Kosi
- Mateja Kos Koklič
- Tomaž Kostanjevec
- Črt Kostevc
- Marko Košak
- Franc Košir
- Janko Košir
- Miran Košmelj
- (Blaženka Košmelj Jeriček)
- Drago Kotnik
- Paricia Kotnik
- Bogomir Kovač
- Jurij (Jure) Kovač
- Mateja Kovač?
- Mitja Kovač?
- Andrej Kovačič
- Saša Kovačič?
- Vili Kovačič
- Damjan Kozamernik
- Stanko Koželj
- Davorin Kračun
- Tine Kračun
- (Sergej Kraigher)
- Tomaž Kraigher
- Marjan Krajnc (ekonomist)
- Dušan Krajnik
- Edita Krajnović (Kuhelj)
- Janko Kralj (ekonomist)
- Rok Kralj
- Milena Kramar Zupan
- Marko Kranjec
- Stane Krašovec
- Tone Krašovec
- Edi Kraus
- Teodor Kravina von Cronstein
- Marko Kremžar
- Gvido Kres
- Damijan Kreslin
- Marjan Krisper (1911)
- Anka Kristan
- Franci Križanič
- Tomaž Križnik
- Dejan Krušec
- Ermin Kržičnik
- Aleš Kuhar
- Stanka Kukar
- Andrej Kumar
- Jožef Kunič
- Anton Kupljen
- Fran(jo) Kuralt (slov.-hrvaški gospodarski strokovnjak)
- Igor Kušar
- Jože Kušar
- Kir Kuščer
- Breda Kutin

## L
- (Avguštin Lah)
- Borut Marko Lah
- Emil Lah
- Mariča Lah
- Tine Lah
- Matej Lahovnik
- Ivan Lapajne (ekonomist)
- Suzana Laporšek
- Ivan Lavrač
- Ivo Lavrač
- Vladimir Lavrač
- Jože Lavrič
- Mitja Lavrič
- Lojze Leb
- Sonja Sibila Lebe
- Konrad Lenasi
- Suzana Lep Šimenko
- Dušan Lesjak
- Marina Letonja
- Andrej Levičnik
- Jože Levstik?
- Mirko Lindič
- Henrik Lindtner
- Blaž Lipičnik
- Bogdan Lipičnik
- Filip Lipovec
- Iztok Lipovšek?
- Janez Ločniškar
- Nataša Logar
- Romana Logar
- Klavdij Logožar
- Aleš (Alessio) Lokar
- Igor Lončarski
- Franc Lorbek
- Evgen Lovšin
- Jovan Lukovac
- Andreja Lutar Skerbinjek

## M
- Jože Maček
- Jakob Franc Mahr & sin Artur
- Boris Majcen
- Avgust Majerič
- Tilen Majnardi
- Boris Makovec
- Maja Makovec Brenčič >> Maja Zalaznik
- Janez Malačič
- Vincenc (Cene) Malovrh
- Anton Manfreda
- Mojca Marc
- Pavel Marc (1902-97)
- Rudolf Marc
- Matej Marinč
- Denis Marinšek
- Jože Markič
- Mirko Markič
- Uroš Markič
- Tanja Markovič Hribernik
- Ferdinand Marn
- Karel Marn
- Rudolf Marn
- Drago Marolt
- Janez Marolt (strojnik)
- Janko Marovt
- Igor Masten
- Cene Matičič
- Ervin Maurič
- Ksenija Maver
- Miran Mejak
- (Janez Mekinc)
- Dane Melavc
- Aleš Mendiževec
- Igor Matjašič
- Patricia A. Meglich
- Jernej Mencinger
- Jože Mencinger
- (Peter Merc)
- Viljem Merhar
- Ivan Meško?
- Maja Meško?
- Tanja Mihalič
- Miran Mihelčič
- Katarina Katja Mihelič
- Peter Mikeln
- Ciril Mikl
- Andrej Miklavčič
- Dušan Mikuš
- Borut Milfelner
- Franko Milost
- Cveta Mlakar
- Dijana Močnik
- Josip (Rastko) Močnik (st.)
- Mojmir Mrak
- Dušan Mramor
- Mićo Mrkaić
- Stane Mrzlikar
- Matjaž Mulej
- Damijan Mumel
- (Vladimir Murko)
- Nika Murovec
- Petra Marušič

## N
- Andrej Nabergoj
- (Črtomir Nagode)
- Vesna Nahtigal?
- Matjaž Nanut
- Vladimir Nanut
- Zlatko Nedelko
- Anton Nemec
- Janez Nemec
- Ivan Nerad
- Oto Norčič
- Aleš Novak
- Lojze Novak (ekonomist)
- Lovro Novak
- Matjaž Novak
- Jože Novinšek

## O
- Henrik Oblak
- Andrej Ocvirk?
- Anton Ogorelc
- Marko Ogorevc
- Irena Ograjenšek
- Anton Ogrin
- Albin Ogris
- Miloš Omahen
- Igor Omerza
- Žan Jan Oplotnik
- Miloš Oprešnik
- Frank Orazem
- Peter F. Orazem
- Tadej Oražem
- Iztok Ostan
- Biserka Ošlaj
- Rasto Ovin
- Jože Ovsenik (1936?-2021)
- (Marija Ovsenik)
- Milica Ozbič

## P
- Marko Pahor
- Ivan Panjek (Trst)
- Bojan Papič
- Franc Pauko
- Tamara Pavasović Trošt
- Nina Pavčnik
- Gorazd Pavlek
- Josip Pavlica
- Peter Pavlič
- Stane Pavlič
- Zdravko Pečar
- Ivan Pelicon
- Darja Peljhan
- Jože Penca
- Sandra Penger
- Vladimir Perhavec?
- Franjo Perić
- Franc Pernek
- Marjan Peršak
- Nada Pertot
- Vladimir Pertot
- Milen(k)a Pervanje
- Petra Petan
- Judita Peterlin
- Tea Petrin
- Jožef Petrovič
- Primož Pevcin
- Rado Pezdir
- Gregor Pfajfar
- Lovrenc Pfajfar
- Ervin Pfeifer
- Edo Pirkmajer?
- Fedor Pirkmajer?
- Joško Pirnar ?
- Alojz Pirnat (ekonomist)
- Franka Piskar
- Aleksandra Pisnik
- Janez Planina
- Boris Pleskovič
- Gregor Počkar
- Milojka Počuča
- Alfonz Podgorelec?
- Peter Podgorelec?
- (Slavko Podmenik)
- Boris Podobnik ?
- Ana Podvršič ?
- Jože Pogačnik (1927)
- Jože Pokorn
- Sašo Polanec
- Andrej Pompe
- Nina Ponikvar
- Vojko Potočan
- Alojzij Potočnik
- Drago Potočnik
- Janez Potočnik
- Janko Potočnik (turistični strokovnjak)
- Vekoslav Potočnik
- Danilo Požar
- Janez Prašnikar
- Vesna Prašnikar
- Zdravko Praznik
- Vladimir Pregelj
- Gvido(n) Pregl
- Slavko Pregl
- Živko Pregl
- Boris Pregrad (1925–2022)
- Vinko Prelog
- Dragan Premrov?
- Edvin Premrov
- Bojan Pretnar
- Valentina Prevolnik Rupel
- Majda Prijon
- Igor Prodan
- Irena Prijović?
- Viljem Pšeničny
- (Mirko Pšunder)
- Danijel Pučko
- Ksenija Pušnik

## R
- Božidar Race
- Darja Radić
- Dušan Radonjič
- Gregor Radonjič?
- Andrej Rant?
- Melita Rant
- Vasja Rant
- Matevž Rašković
- Vojka Ravbar
- Miroslav Rebernik
- Ludvik Rebeušek
- Tjaša Redek
- Miroslav Rednak
- Izidor Rejc
- Adriana Rejc Buhovac
- (Miroslav Rednak)
- Franjo Renko
- Leon Repovž
- Gortan Resinovič?
- Ivan Ribnikar
- Mira Rihtarič
- Alenka Rismal
- Roman Rogelj
- Matija Rojec
- Iča Rojšek (Ivanka Rojšek)
- Dejan Romih
- Anton Rop
- Dejan Romih
- Aja Ropret Homar
- Marko Ropret
- Jože Rovan (st./ml.)
- Črtomir Rozman
- Rudi Rozman
- Jožef Rues
- Lado Rupnik
- Viljem Rupnik
- Borut Rusjan
- Rudi Rutar
- Mitja Ruzzier
- Miran Rybář

## S
- Jože Sadar?
- Jože Sambt
- Hinko Samec?
- Boris Sancin
- Davor Savin (Hrvat)
- Simon Savšek
- Goga Sedmak
- Aleksander Sekavčnik
- Cvetka Selšek
- Peter Senčar
- Marjan Senjur
- Stanka Setnikar Cankar
- Pavle Sicherl
- Albert Sič in Franjo Sič
- Nada Sfiligoj
- Ivan Simič ?
- Marko Simoneti
- Ljubo Sirc
- Janez Sirše
- Mitja Skitek
- Renata Slabe Erker
- Anton Slapernik
- Sergeja Slapničar
- Alenka Slavec
- Jolanda Slokar
- (Janko Smole)
- Boris Snoj
- Stanislav Soban
- Lojze Sočan
- Josip Sodnik
- Ferry Souvan
- Adi Sovinc
- Martin Spindler?
- Rok Spruk
- Andrej Srakar
- Vekoslav Sršen?
- (Gojko Stanič)
- Tatjana Stanimirović
- Janez Stanovnik
- Peter Stanovnik
- Sašo Stanovnik
- Tine Stanovnik
- Aljaž Stare
- Egon Stare
- Leon Stare
- Metka Stare
- Andrijana Starina Kosem
- Bojan Starman
- Danijel Starman (ml.)
- Franc Stegenšek
- Mitja Steinbacher
- Draga Stepko
- Simona Sternad Zabukovšek
- Jure Stojan
- Dušan Strahinja (Hrvat)
- Sebastjan Strašek
- Jože Strelec?
- Rok Stritar
- Nada Stropnik
- Lojze Struna
- Igor Stubelj
- Franc Sunčič
- Andrej Sušjan
- Urban Sušnik
- Anja Svetina Nabergoj
- (Andrej Svetličič)?
- Marjan Svetličič
- Sibil Svilan

## Š
- Štefan Bogdan Šalej-Barenboim?
- Zvonka Šarman
- Simona Šarotar Žižek
- Karel Šavnik
- Štefan Ščap
- Živko Šifrer
- Gustav Šimic
- Tibor Šimonka?
- (Dušan Šinigoj)
- Karin Širec
- Slavko Širca
- Andrej Šircelj
- Maksimilijan Šiško
- Boris Škapin
- Andrej Škarabot
- Majda Škerbic
- Janez Škerjanec
- Silva (Exel) Škerlak
- Miha Škerlavaj
- (Bojan Škof)
- Matija Škof
- Aleksander Škraban
- Rok Škrinjar
- Janez Nepomuk Šlakar/Schlaker
- Sonja Šlander Wostner
- Magda Šmon
- Sonja Šmuc
- Štefan Šoba
- Bogomir Špiletič
- Jože Špindler
- Aleks Štakul
- Aleksander Štefanac
- Mitja Štefančič (Italija)
- Franjo Štefanec
- Vilko Štern
- Franjo Štiblar
- Milena Štifter Vršnik
- Eva Štravs Podlogar
- Tjaša Štrukelj
- Štefan Šumah
- Janez Šumi
- Dagmar Šuster?
- Hana Šuster Erjavec
- Boris Šuštar
- Janez Šušteršič
- Matej Švigelj

## T
- Maks Tajnikar
- Zvonimir Tanko
- Savo Tatalović
- Branka Tavčar
- Franjo Tavčar
- Mitja I. Tavčar
- Zlata Tavčar
- Metka Tekavčič
- Richard Teltscher
- Mitja Terčon
- Tina Teržan?
- Sergij Thorževskij
- Lidija Tičar Padar
- Boris Tomažič (ekonomist)
- Mojca Tomažin
- Polona Tominc
- (Ludvik Toplak)
- Mary Veronica Tovšak Pleterski, svetovalka predsednice Evropske komisije
- Dušan Tratnik
- Franc Trček
- Franc Tretjak
- Sonja Treven
- Peter Trkman
- Anita Trnavčević
- Ferdinand Trošt
- Nada Trunk Širca
- Igor Trupac
- Ivan Turk
- Jernej Turk?
- Primož Turk
- Tomaž Turk?

## U
- Andrej Udovč
- Mateja Udovč?
- Boštjan Udovič
- Stane Uhan
- Igor Umek
- Maja Uran Maravič/Maja Uran Maravić
- Filip Uratnik
- Duško Uršič
- (Janez Usenik)

## V
- Alojzij Vadnal
- Katja Vadnal
- Boris Vadnjal
- Jaka Vadnjal
- Mateja Vadnjal
- Aleš Vahčič
- Uroš Vajgl
- Stane Valant?
- Vlado Valenčič
- Aljoša Valentinčič
- Davorin Valentinčič
- Boštjan Vasle
- Vasja Vehovar?
- Miroslav Verbič
- Rado Veselinovič
- Drasko Veselinovič
- Ana Vezovišek
- Irena Vida
- Franc Vidic
- Zdenka Vidovič
- Mirko Vintar?
- Andrej Vizjak (poslovnež)
- Milan Vodopivec
- Robert Vodopivec
- Dolfe Vogelnik
- Danilo Vojska
- Robert Volčjak
- Marko Voljč
- Anton Vorina
- Vinko Vovk
- Rudi Vračko
- Vraničar?
- Igor Vrečko
- Nevenka Vremec
- Marko Vrhunec
- Egidij Vršaj
- Ludvik Vrtačič?
- Vilko Vujčič
- Janez Vuk

## W
- Hugo Weiss
- Iztok Winkler?
- Peter Wostner

## Z
- Gustav Zadnik
- Stanislava Zadravec Caprirolo
- Jože Zagožen
- Katarina "Katra" Zajc (=? Katja Zajc Kejžar)?
- Jože Zakonjšek
- Egon Zakrajšek (1967)
- Drago Zalar
- Maja Zalaznik (ex Maja Makovec Brenčič)
- Maja Zaman Groff
- Bruno Završnik
- Dušan Zbašnik
- Franc Zelenik
- Ratko Zelenika
- Boris Zidarič
- Josip Zohil ?
- Mark Zupan
- Nada Zupan

## Ž
- Vesna Žabkar
- Viktor Žakelj
- Žiga Žarnić
- Ciril Žebot
- Zdenka Ženko
- Breda Žerjal?
- Franc Žibert
- Branko Žibret
- Matjaž Žigon
- Boris Živec
- Jan Žižek
- Egon Žižmond
- Alenka Žnidaršič Kranjc
- Jana Žnidaršič
- Truda Žoher Durjava